# Perm (település)
Perm (oroszul: Пермь) város Oroszország európai részén, a Permi határterület (Пермский край) központja. Fontos folyami kikötő a Káma folyó partján.
Lakossága: 991 162 fő (a 2010. évi népszámláláskor).

## Fekvése
A város a transzszibériai vasútvonal 1436-os kilométerénél, a Volga legnagyobb bal parti mellékfolyója, a Káma két partján fekszik, mintegy 80 km hosszan terül el.

## Története
A 18. század elején az Orosz Birodalom megkezdte a területén található természeti kincsek feltárását, hasznosítását. I. (Nagy) Péter cár 1720. március 20-án kelt rendeletében utasította Vaszilij Nyikityics Tatyiscsev tüzérkapitányt, neves történészt és geográfust, hogy induljon el az Urálba réz és ezüst kohók létrehozására.
Tatyiscsev a Káma mentén, a Jegosiha folyó torkolatánál jelölte ki egy rézkohó helyszínét, figyelembe véve a környék gazdag rézérc lelőhelyeit és azt, hogy a folyó biztosította a megtermelt réz és ezüst szállítását. 1723. május 15-én kezdték meg a rézkohók építését. Ezt a dátumot tekintik a város alapítási dátumának. 1736-ban az első üzemtől 4 km-re, a Káma mentén újabb rézkohót építettek.
A rézkohók köré települt munkás kolóniákat II. (Nagy) Katalin cárnő 1780. december elsején kelt rendeletében városi rangra emelte. A város ekkor kapta a Perm elnevezést és a Permi kormányzóság székhelye lett. 1788-ra a rézérc telepek kimerültek, így a permi rézkohókat bezárták. Mivel az ipar megszűnt, a város hanyatlásnak indult, a 19. században a lakosság lélekszáma is csökkent.
1874–1878 között megépült Perm és Jekatyerinburg között az uráli vasútvonal, majd 1889-ben elérte Permet a transzszibériai vasútvonal is, megteremtve a vasúti összeköttetést Európával. A vasút újra beindította az ipar fejlődését, és Perm az Urál fontos nehézipari központjává vált. 1940-ben felvette Vjacseszlav Mihajlovics Molotov nevét. Az SzKP XX. Kongresszusát követően, 1957-ben visszakapta történelmi elnevezését.

## Oktatás, Kultúra

### Oktatás
A Permi Állami Egyetemet, Oroszország egyik legrégebbi egyetemét 1916-ban alapították. Ez volt az Urál első felsőfokú oktatási intézménye. A Permi Állami Egyetem klasszikus tudományegyetem, 12 fakultással.

## Érdekesség
1840-ben Sir Roderick Impey Murchison skót geológus Perm környékének geológiai vizsgálatait végezve azonosította a Perm földtörténeti időszakot, melyet a városról nevezte el.

## Perm testvérvárosai
- Louisville,  USA
- Oxford,  Anglia